# باب المحكمة (كتاب)
باب المحكمة وبالتركية Mahkeme Kapısı هو كتاب تقارير للكاتب التركي سعيد فائق نشر في عام 1956.
كان سعيد فائق قد ترك نشر الكتب لفترة طويلة بعد محاكمة بسبب قصة الرحلة في كتابه المطرقة، وكذلك بسبب طلب أمه. واتجه إلى الصحافة فعمل مراسلا في جريدة تسمى خبر المساء من 28 أبريل إلى 13 مايو 1942. وخلال تلك الفترة كتب 28 تقريراً بلغة القصة القصيرة ولم يتحمل هذا العمل أكثر من شهر وتركه.
حولت مكتبة الوجود للنشر تلك التقارير إلى كتاب باسم باب المحكمة في عام 1956.